# Mastino (Band)
Mastino war eine Hip-Hop-Gruppe aus Hamburg, die zwischen 1992 und 1995 aktiv war.

## Geschichte
Die Gruppe Mastino war eine deutschsprachige Rapgruppe aus Hamburg, deren Texte sehr intellektuell-lyrisch geprägt waren. Sie gehörte zum Umfeld der Hamburger Schule und veröffentlichte ihre Alben und Singles bei dem Label L’age d’or. Ein Großteil der Mitglieder aus der Gruppe um Horst Petersen hatte davor, zur gleichen Zeit oder auch danach bei anderen Hamburger Bands mitgespielt: Horst Petersen u. a. bei Die Erde, Klaus Meinhardt bei Kolossale Jugend, Thorsten Kruse u. a. bei Der Schwarze Kanal und Lars O’Horl bei Go Plus. Weitere zeitwillige Mitglieder von Mastino waren Matthias Pacht am Bass und Barry Künzel an der Gitarre. Und an dem Album Heimatfront wirkten beispielsweise Christian Mevs, der Gitarrist von Slime, und Markus Lipka, einer der beiden Gründer von Eisenvater, mit.

## Stil und Kritik
Mastino machte einen „eigenwilligen HipHop ohne die üblichen Klischees deutscher Rapmusik“ und auch der damals (1993) 41-jährige Frontmann Horst Petersen entsprach „nicht dem Bild, das man von einem deutschen HipHopper gemeinhin“ hatte, wie Greta Eck von der taz anmerkte.
Die Singles In die Klinge, Angst erigiert / Die Angst regiert und das Album Brüder und Schwestern enthielten „explizit linke Lyrics“. Und Petersen wisse, worüber er da textete. Er arbeitete „als Lehrer an einer Schule für Mädchen aus Frauenhäusern und für minderjährige Mütter.“ Er sei genau „das, was man sozial-engagiert nennt, ohne den peinlich-pädagogischen Anstrich gleich mit verinnerlicht zu haben.“ Die taz schrieb dann ein Jahr später in ihrer Kritik zum Album Heimatfront, dass Horst Petersen „das deutsche Gewissen“ plage und er „in expressionistischer Manier“ versuche „Schuld und Wahrheit in Asphalt-Poesie zu pressen.“ Zwar wäre „das Schreiben von Horst Petersen nicht primitiv, ja streckenweise geradezu schlicht poetisch, aber die penetrant belehrende und anklagende Haltung dahinter“ zerschmettere „jedes schöne Bild.“
Hip-Hop war für die Gruppe als Rockband „Inspiration, Anregung, mit der sie auf ihrem musikalischen Hintergrund umgehen“, wie das Magazin Intro schrieb. Es wurde zwar wie üblich beim Hiphop gesampelt, aber es wurde daran festgehalten als klassische Band zu arbeiten und Gitarren einzusetzen.  Petersen selbst sagte im taz-Artikel von Greta Eck über Mastino, dass er glaube „für HipHop-Fans sind wir zuwenig HipHop, für Leuten, die Rock und Indie hören, sind wir es zuviel.“

## Diskografie
Alben
- 1993: Brüder und Schwestern (CD, L’age d’or)
- 1995: Heimatfront (CD, L’age d’or)

Singles
- 1992: In die Klinge (Vinyl, 12", L’age d’or)
- 1993: Angst erigiert / Die Angst regiert (Vinyl, 12", L’age d’or)

Samplerbeiträge
- 1992: Ohren des Kaiser Hirohito (DoCD, Dom)
- 1992: Billiger als Turnschuhe (CD, Billiger als Turnschuhe)
- 1993: Soundtrax zum Untergang 9III (CD, DoLP, Aggressive Rockproduktionen)
- 1994: Der große Lauschangriff (CD, EFA)
- 1994: No Pasaräng! Fastilere Cetik Yok! (CD, Ziegenkopf Records / Indigo)
- 1995: Wo ist zu Hause Mama (CD, Trikont Musikverlag)
- 1995: Hand in Hand - All Different All Equal (CD, Dragnet Records)
- 1997: Bessere Zeiten klingt gut (DoCD, L’age d’or)
- 1998: Musik für junge Leute (DoCD, L’age d’or)

## Dokumentarfilm
- Alfred Hackensberger, Thomas Röschner: Musik ist Trumpf (Alternativer Titel: Musik ist Trumpf – Über die Gewalt des Zusammenhangs); Dokumentarfilm, Trigon Film, 1996.